# Jazz-Iz-Christ
Jazz-Iz-Christ — дебютный студийный альбом проекта американского вокалиста Сержа Танкяна Jazz-Iz-Christ. Пластинка вышла 23 июля 2013 года. Изначально планировалось, что альбом будет больше напоминать готик-рок, но позднее всё же был выбран именно джаз.

## Об альбоме
Jazz-Iz-Christ состоит из 15 песен, из которых 10 без вокала. Песня «Garuna» написана на музыку  армянского композитора-классика Комитаса.
Каждая песня в альбоме, создавалась совместно с джаз-исполнителями и музыкантами, среди них: Валери Толстов, Тигран Хамасян, Винсент Педулла, Жан Дель Сесто и другие. В записи помогал гитарист и музыкант Трой Зеглер, который работал с Сержем при записи его первого альбома Elect the Dead.

## Список композиций
| №                   | Название                   | Длительность |
| ------------------- | -------------------------- | ------------ |
| 1.                  | «Fish Don't Scream»        | 3:37         |
| 2.                  | «End of Time»              | 3:55         |
| 3.                  | «Honeycharmed»             | 4:20         |
| 4.                  | «Arpeggio Bust»            | 4:02         |
| 5.                  | «Yerevan to Paris»         | 4:01         |
| 6.                  | «Scotch in China»          | 2:46         |
| 7.                  | «Distant Thing»            | 3:43         |
| 8.                  | «Song of Sand»             | 3:04         |
| 9.                  | «Garuna»                   | 4:45         |
| 10.                 | «Balcony Chats»            | 4:07         |
| 11.                 | «Jinn»                     | 2:52         |
| 12.                 | «Waitomo Caves»            | 2:56         |
| 13.                 | «Through Nights and Hopes» | 5:29         |
| 14.                 | «Papa Blue»                | 3:24         |
| 15.                 | «Miso Soup»                | 3:31         |
| Общая длительность: | Общая длительность:        | 56:32        |